# Elektrische olie

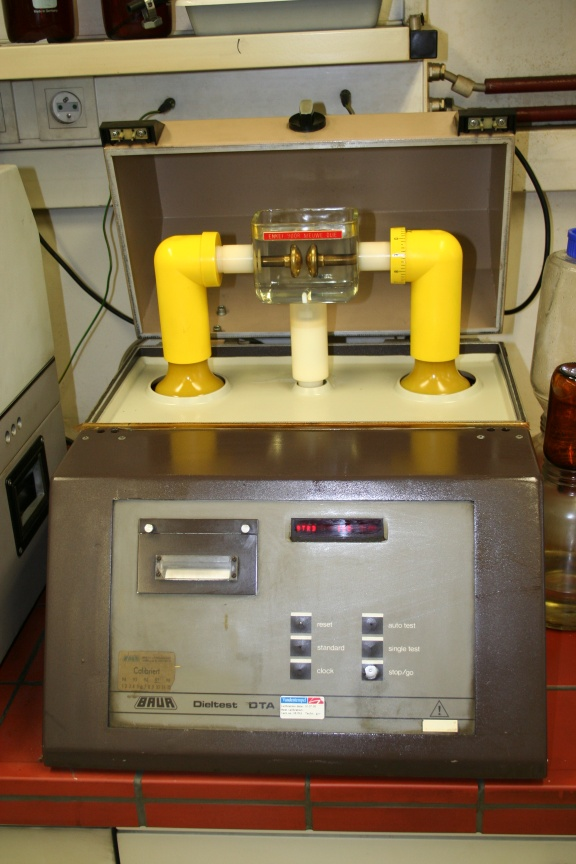
De doorslagspanning van de elektrische olie wordt in het chemisch laboratorium getest. De afstand van de genormeerde elektroden is op de nonius schaal in te stellen en af te lezen.

Elektrische olie is een vloeistof die in elektrische hoogspanningsinstallaties veelvuldig wordt toegepast omwille van haar isolerende en warmtegeleidende eigenschappen. Oliegevulde installaties kunnen daardoor compact geconstrueerd worden.

## Geschiedenis

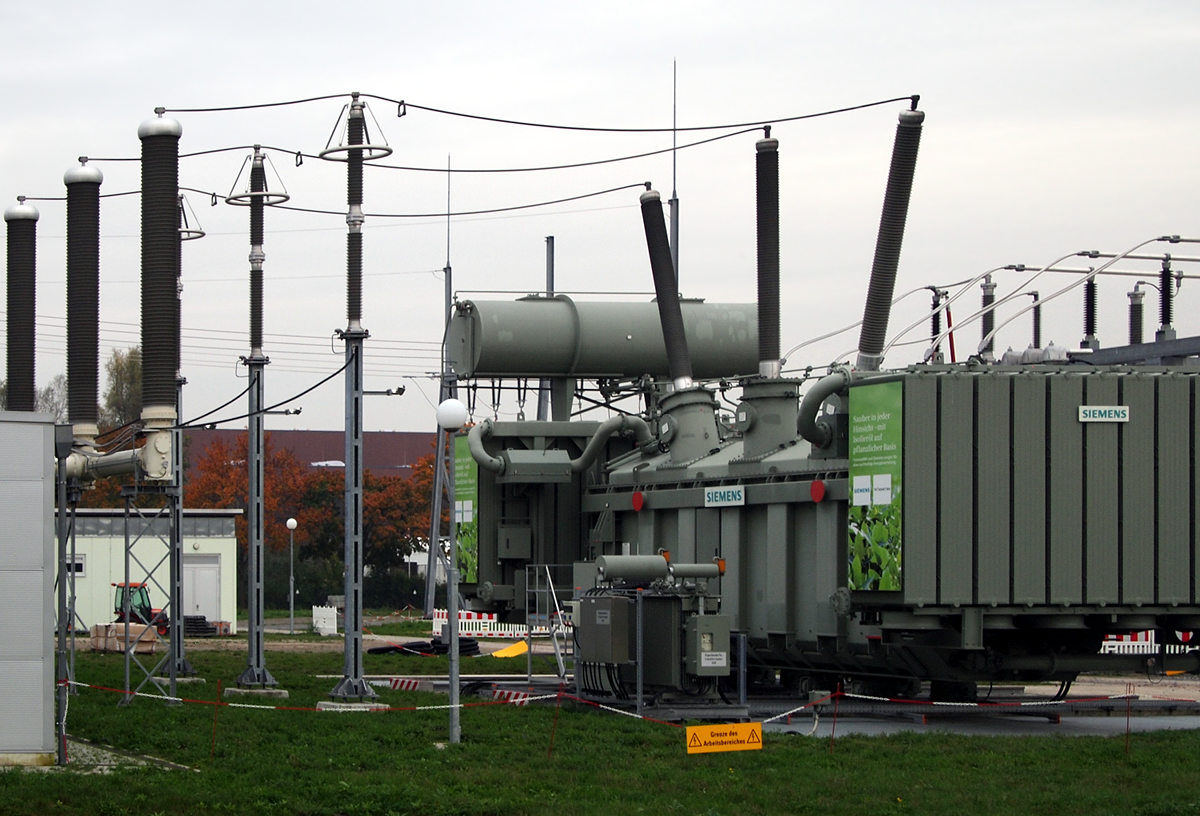
Transformator is gevuld met plantaardige olie

Olie is al zeer lang in gebruik als isoleermiddel in elektrische toestellen zoals transformatoren en schakelapparatuur. Oorspronkelijk werd de zogenaamde Askarel-olie gebruikt, die een zeer hoog vlampunt had, en daardoor een veilige olie was in verband met brandgevaar. Askarel-olie bevat echter een grote concentratie aan pcb's (polychloorbifenyl), ze is daardoor zeer schadelijk voor de gezondheid. Toepassing ervan is daarom sinds 2004 niet meer toegestaan. Oude transformatoren moesten vervangen worden; de olie werd op zee bij zeer hoge temperatuur verbrand. In 1999 geraakte zo'n 50 kg ascare-transformatorolie in de voedselketen door fraude in een vetsmelterij in België. Reeds in de jaren 1970 werd door de trafobouwers volledig overgeschakeld op minerale olie zonder pcb's, maar door de zeer hoge levensduur van de transformatoren werd nog zeer lang pcb-houdende olie aangetroffen in particuliere transformatoren. Voor hoge temperaturen ging men later gebruikmaken van siliconenolie. Uit ecologische overwegingen worden ook esteroliën gebruikt, er zijn synthetische esterolieën en natuurlijke esterolieën. Esterolie is biologisch afbreekbaar en daardoor minder schadelijk voor het milieu. Ze hebben echter ook aanzienlijke nadelen vermits ze niet geschikt zijn voor grote vermogenstransformatoren en ze na gebruik amper te recyclen zijn.

## Eigenschappen
- De geleidbaarheid is het omgekeerde van de weerstand en geeft dus weer hoeveel stroom er vloeit bij een bepaalde spanning
- De doorslagspanning geeft de maximale elektrische gradiënt die de olie kan verdragen zonder doorslag. Boven de doorslagspanning zal er een plotse elektrische ontlading komen die de elektrische installatie zwaar kan beschadigen. De doorslagspanning wordt sterk beïnvloed door het aantal deeltjes en het vochtgehalte in de olie.
- De oxidatiestabiliteit geeft aan hoe sterk de zwavel in de olie metalen waarmee ze in contact komt zal doen oxideren. Zo zal zuiver koper bij hoge temperaturen door de zwavel omgevormd worden tot kopersulfide. Het kopersulfide is een geleidend zout en doet dus afbreuk aan de isolatie van de elektrische installatie. In 2005 heeft Nynas zijn corrosieve olie 10GBN vervangen door o.a. Nytro Libra en Nytro Gemini X na enkele zware elektrische problemen met corrosieve zwavel in de olie.

## Normen in verband met olie voor elektrische toepassingen
- IEC 60156: Insulating liquids - Determination of the breakdown voltage at power frequency - Test method
- IEC 60247: Insulating liquids - Measurement of relative permittivity, dielectric dissipation factor (tan delta) and d.c. resistivity
- IEC 60296: Fluids for electrotechnical applications - Unused mineral insulating oils for transformers and switchgear
- IEC 60422: Mineral insulating oils in elektrical equipment - Supervision and maintenance guidance
- IEC 60475: Method of sampling liquid dielectrics
- IEC 60599: Mineral oil-impregnated electrical equipment in service - guide to the interpretation of dissolved and free gases analysis
- IEC 60666: Detection and determination of specified anti-oxidant additives in insulating oils
- IEC 60814: Insulating liquids - Oil impregnated paper and pressboard - Determination of water by automatic coulometric Karl Fischer titration
- IEC 60970: Methods for countering and sizing particles in insulating liquids
- IEC 61125: Unused hydrocarbon-based insulating liquids - Test methods for evaluating the oxidation stability
- IEC 61619: Insulating liquids - Contamination by polychlorinated biphenyls (PCBs) - Method of determination by capillary column gas chromatography
- IEC 62021-1: Insulating liquids - Determination of acidity - Part 1: Automatic potentiometric titration
- ISO 2049: Petroleum products - Determination of clour (ASTM scale)

## Olieanalyse
Een elektrische installatie veroudert onder invloed van de belasting, of kan interne fouten vertonen. Om de toestand van een elektrische installatie te bepalen moeten daarom regelmatig oliemonsters genomen worden en geanalyseerd worden in een gespecialiseerd laboratorium. Hier worden dan de elektrische eigenschappen gecontroleerd alsook de hoeveelheid opgeloste gassen, de opgenomen hoeveelheid vocht en andere afbraakproducten van isolatiepapier en olie. Opgeloste gassen in de olie duiden op verbrandingsprocessen van olie of isolatiemateriaal, veroorzaakt door slechte elektrische verbindingen of hot-spots, of van corona of van vonken. Hot-spots zijn hete punten, waar de verbinding een te kleine doorsnede heeft voor de te voeren stroom, met een typische temperatuur tussen 200 en 300 °C. Corona (ontlading) zijn kleine ontladingen of deelontladingen die ontstaan bij hoge elektrische gradienten. Vonken hebben een temperatuur boven 700 °C. De olieanalyse laat ook zien of het om blank metaal gaat (geen afbraakproducten van cellulose zoals CO en CO2) of om een geïsoleerd stuk (wel CO en CO2).

### Afbraak van olie
Typische gassen die gevormd worden bij de afbraak van olie, zijn:
- Waterstofgas H2 vanaf 150 °C
- Methaan CH4 vanaf 150 °C
- Acethyleen C2H2 vanaf 500 °C zeer weinig en 700 °C

### Afbraak van cellulose-isolatiepapier
Typische gassen die gevormd worden bij de afbraak van cellulose, zijn:
- koolstofmonoxide CO vanaf 130 °C
- koolstofdioxide CO2 vanaf 130°
- een weinig waterstofgas H2
- water H2O
- methaan CH4 vanaf 150 °C
- ethaan C2H6 vanaf 250 °C
- ethyleen C2H4 vanaf 350 °C
- acethyleen C2H2 vanaf 500 °C zeer weinig en veel vanaf 700 °C
- furanen

De verhouding CO/CO2 geeft wel een beeld van de temperatuur van de fout. Zo duidt een verhouding CO/CO2 > 1 op een temperatuur boven 300 °C, en een veerhouding CO/CO2 < 0,5 op een temperatuur onder 150 °C. Analoog zijn er eveneens de doernenburgverhoudingen R1 = CH4/H2, R2 = C2H2/C2H4, R3 = C2H2/CH4 en R4 = C2H6/C2H2, die in 1972 tijdens een CIGRE-conferentie werden geïntroduceerd.

### De "Duval Triangle"
Aangezien de temperaturen waarbij de verschillende gassen gevormd worden, sterk uiteen liggen, geeft de verhouding van de verschillende concentraties van die gassen een beeld van de temperatuur waarbij de gassen gevormd worden. Een belangrijk hulpmiddel om de soort fout te zoeken is de "Duval Triangle", ontwikkeld door Michel Duval, werknemer bij Hydro Québec. In de Duval-driehoek worden de concentraties van de drie gassen CH4, C2H4 en C2H2 weergegeven. De driehoek is vervolgens verdeeld in een aantal zones die de soort fout weergeven:
- PD voor "Partial Discharge" of deelontladingen
- T1 voor lage thermische fout (< 300 °C)
- T2 voor middelmatige thermische fout (300-700 °C)
- T3 voor hoge thermische fout (>600 °C)
- D1 voor lage energie elektrische ontlading
- D2 voor hoge energie elektrische ontlading
- DT is een onzekere zone waar het zowel een ontlading als een thermische fout kan zijn.

### Veroudering van de elektrische installatie
Naast het opsporen van fouten in een elektrische installatie is het ook mogelijk om een beeld te krijgen van de veroudering van de installatie, en in het bijzonder van het cellulose-isolatiemateriaal. Het verouderingsproces van isolatiepapier of cellulose noemt men depolymerisatie; het zijn de lange polymeerketens, die onder invloed van temperatuur, water en zuren uit elkaar vallen, waardoor de treksterkte vermindert en gelijktijdig de geleidbaarheid toeneemt. De polymerisatiegraad kan gemeten worden op een papiersnipper. Bij nieuw isolatiepapier bedraagt de polymerisatiegraad ongeveer 1200 en bij oud, vervallen isolatiepapier ongeveer 200 à 250. Bij een elektrische installatie in werking kan men onmogelijk een papiermonster nemen om de veroudering te meten, en kan men zich enkel baseren op de concentratie van de afbraakproducten. Bijkomend zal de isolatie het snelst falen in het heetste punt, en is de veroudering van dit punt bepalend voor de volledige installatie. Indien bekend is hoeveel kg isolatiemateriaal er zit en de concentratie van afbraakproducten van cellulose wordt gemeten, heeft men een goed beeld van de gemiddelde veroudering van de installatie, maar natuurlijk niet van het heetste punt. Veel studies zijn gedaan op basis van Furfural(2-furaldehyde)analyse om de veroudering van de isolatie te bepalen.